# Città equa e solidale
Città equa e solidale (o equosolidale) è un riconoscimento che viene conferito da organizzazioni a favore del commercio equo e solidale a quelle città che si sono distinte nella promozione di questo tipo di attività. In estensione a ciò il termine è stato utilizzato per università, isole, province.

## Storia
L'iniziativa nacque in Inghilterra nel 2001 a Garstang, nel Lancashire, per opera di Bruce Crowther, un sostenitore di Oxfam, confederazione di 13 organizzazioni non governative.
Nel novembre 2006 si tenne a Londra la prima conferenza delle città eque e solidali europee. Una seconda conferenza è prevista nel 2008 a Bruxelles.
Attualmente le città eque e solidali sono presenti in Austria, Belgio, Canada, Finlandia, Francia, Irlanda, Italia, Norvegia, Spagna, Svezia, Paesi Bassi, Regno Unito e USA.

## Requisiti
Linee guida formali per la concessione del titolo di città equa e solidale sono state elaborate da numerosi organismi di certificazione dei prodotti del commercio equo e solidale, membri di FLO (Fairtrade Labelling Organization). Al fine di ottenere il riconoscimento, una città deve soddisfare cinque requisiti:
- Il consiglio comunale deve approvare una risoluzione a sostegno del commercio equo e solidale, e accettare di servire tè e caffè acquistati con tale sistema nelle proprie riunioni, nei propri uffici e nelle proprie mense.
- Un assortimento di (almeno due) prodotti equosolidali deve essere prontamente disponibile nei negozi della zona e nei caffè o nelle imprese di ristorazione locali.
  - Obiettivo per numero di rivendite al dettaglio: popolazione < 10.000 - 1 rivendita al dettaglio ogni 2.500 abitanti; popolazione < 200.000 - 1 rivendita al dettaglio ogni 5.000 abitanti; popolazione < 500.000 - 1 rivendita al dettaglio ogni 10.000 abitanti.
  - Obiettivo per numero di punti di ristorazione: popolazione < 10.000 - 1 punto di ristorazione ogni 5.000 abitanti; popolazione < 200.000 - 1 punto di ristorazione ogni 10.000; popolazione < 500.000 - 1 punto di ristorazione ogni 20.000 abitanti.
- I prodotti del commercio equosolidale devono essere utilizzati da vari luoghi di lavoro (agenzie immobiliari, parrucchieri, ecc.) ed organizzazioni comunitarie locali (chiese, scuole, ecc.).
- Si deve attrarre l'attenzione dei media ed il sostegno popolare a favore della campagna.
- Un gruppo direttivo del commercio equo e solidale locale si deve riunire per garantire l'impegno continuo al proprio titolo di città equa e solidale.

## Altre iniziative

### Paese equo e solidale
Nel 2002 il Forum del commercio equo e solidale del Galles (Wales Fair Trade Forum), una rete di ONG impegnate nel settore dello sviluppo e di aderenti alle campagne a favore del commercio equo e solidale, iniziarono a lavorare per fare del Galles il primo paese equo e solidale. L'idea si basava sullo schema della città equa e solidale gestito dalla Fairtrade Foundation nel Regno Unito. Nel 2004 il Governo dell'Assemblea gallese accettò di sostenere l'idea e nel 2006 alcuni gruppi del commercio equosolidale della Scozia e del Galles concordarono i criteri per diventare un paese equo e solidale.
Attualmente, sono in corso iniziative sia in Scozia che nel Galles per rendere ampiamente disponibili i beni del commercio equosolidale, per sensibilizzare l'opinione pubblica e per creare gruppi di commercio equosolidale attivi in ogni angolo di ogni paese.
Altri dettagli si possono trovare sul sito di Fairtradewales.com.
I criteri di massima per una "Nazione equa e solidale" sono:
- Il 75% della popolazione dovrebbe acquistare ogni anno un prodotto equo e solidale.
- Il 40% delle persone devono acquistare regolarmente tali prodotti.
- Tutti gli organismi locali devono avere gruppi attivi che lavorano per promuovere il commercio equo e solidale.
- Il 55% delle aree degli organismi locali con il titolo di equo e solidale devono aumentare del 10% all'anno negli anni successivi.